# Will Ferrell
John William Ferrell (/ˈfɛrəl/), ameriški igralec, komedijant, producent in pisec, * 16. julij 1967, Irvine, Kalifornija, Združene države Amerike.
Prvič se je uveljavil sredi devetdesetih let dvajsetega stoletja kot član zasedbe v NBC-jevi komični skeč oddaji Saturday Night Live, kjer je nastopal med letoma 1995 in 2002, nato pa je igral v komičnih filmih, kot so Škrat (2003), Voditelj vrača udarec (2004), Za vsako ceno (2005), Kralji hitrosti: Zgodba o Rickyju Bobbyju (2006), Polprofesionalec (2008) in Dežela izgubljenih (2009). Leta 2007 je s svojim partnerjem Adamom McKayem ustanovil spletno komično stran Funny or Die. Poleg tega je nastopil tudi v filmih Rezervna policista (2010), Politični peskovnik (2012), Pravi zapornik (2015), Holmes & Watson (2018) ter v animiranih filmih Radovedni George (2006) in Megaum (2010).
Ferrell velja za člana »Frat Packa«, generacije vodilnih hollywoodskih komičnih igralcev, ki so se pojavili konec devetdesetih in v letu 2000, kamor spadajo Jack Black, Ben Stiller, Steve Carell, Vince Vaughn, Paul Rudd ter brata Owen in Luke Wilson. Za svoje delo v oddaji Saturday Night Live je bil nominiran za nagrado emmy, za vlogo v filmih Producenta (2005) in Bolj čudno kot fikcija (2006) ter za produkcijo filma Mož iz ozadja (2018) pa je prejel tri nominacije za zlati globus. Na podelitvi britanskih nagrad GQ Men of the Year je bil razglašen za najboljšega komedijanta leta 2015. 24. marca 2015 je Ferrell prejel zvezdo na hollywoodski aleji slavnih.

## Zgodnje življenje
Will Ferrell se je rodil 16. julija 1967 v Irvinu v Kaliforniji v Združenih državah Amerike materi Betty Kay (rojeni Overman leta 1940), učiteljici, ki je poučevala na osnovni šoli Old Mill in kolidžu Santa Ana, in očetu Royu Leeju Ferrellu mlajšemu (rojen leta 1941), ki je igral saksofon in klaviature pri skupini Righteous Brothers. Njegova starša sta bila prvotno oba doma iz Roanoke Rapids v Severni Karolini, leta 1964 pa sta se preselila v Kalifornijo. Ferrell ima angleške, nemške in irske korenine. Kot dojenček je trpel za pilorično stenozo, zato so mu za odpravo te bolezni opravili piloromiotomijo. Ima mlajšega brata Patricka.
Ko je bil star osem let, sta se njegova starša ločila. Ferrell je o ločitvi povedal: »Bil sem tip otroka, ki bi rekel: 'Hej, poglejmo to s svetle plati! Imeli bomo dva božiča.'« Ločitev je bila sporazumna in oba starša sta se posvetila svojim otrokom. Največja težava je bila očetova služba. Kot človek v šovbiznisu ni nikoli prejemal stalne plače, poleg tega pa je bil včasih tudi več mesecev zdoma. Zaradi odraščanja v takšnem okolju se Ferrell ni želel ukvarjati s šovbiznisom temveč je raje hotel imeti stalno službo.
Will je najprej obiskoval osnovno šolo Culverdale in pozneje srednjo šolo Rancho San Joaquin, obe v Irvinu. Obiskoval je univerzitetno srednjo šolo v Irvinu in bil strelec v šolski ekipi ameriškega nogometa. Bil je tudi član nogometne ekipe in kapetan košarkarske ekipe ter član študentskega sveta. Ferrell je tretji razred označil za »ključno leto«. Ugotovil je, da lahko sošolce nasmeji, če se pretvarja, da je z glavo udaril v steno, ali če se spotakne in namerno pade, in dejal, da je to odličen način za sklepanje prijateljstev. Dejal je, da je dolgočasnost Irvina prispevala k rasti njegovega humorja:
Ker smo odraščali v predmestju, v varnem in načrtovanem Irvinu, drame ni bilo, zato smo jo morali ustvariti v svojih glavah. Moja glavna oblika zabave je bila zbadati šale s prijatelji in raziskovati nove načine, kako biti smešen. Ni mi bilo treba imeti instinkta za preživetje kot drugim komikom, ki so odraščali v težkih soseskah. Pri meni je bilo ravno obratno. Sam sem odraščal v Maryberryju in humor mi je razblinil dolgčas. In bilo se je iz česa norčevati.
V zadnjem letniku srednje šole sta s prijateljem po šolskem domofonu uprizarjala komične skeče, pri čemer je sodeloval tudi ravnatelj; sama sta morala napisati material. Ferrell je s komični skeči nastopal tudi na šolskih predstavah talentov. Sošolci so ga izglasovali za »najboljšo osebnost«. Vpisal se je na Univerzo Južne Kalifornije, kjer je študiral športne oddaje in se pridružil bratovščini Delta Tau Delta. Na fakulteti je bil znan po nekaj potegavščinah. Občasno se je oblekel v obleko hišnika in vstopil v razrede svojih prijateljev. Znan je bil tudi po tem, da se je z nekaj ljudmi iz bratovščine Delta Tau Delta nag sprehajal po kampusu. Ferrell je opravljal pripravništvo na lokalni televizijski postaji v športnem oddelku, vendar v delu ni užival.
Ko je leta 1990 diplomiral iz športnih informacij, je vedel, da ne želi delati na televiziji. Zaposlil se je kot hotelski oskrbnik, kjer je že drugi dan odtrgal nosilec za prtljago s strehe kombija, ko ga je poskušal zapeljati pod nizek nosilec. Delal je tudi kot blagajnik pri družbi Wells Fargo, vendar je že prvi dan izgubil 300 dolarjev, drugi dan pa 280 dolarjev; denarja ni ukradel, temveč je bil le nepreviden in nagnjen k napakam. Leta 1991 se je Ferrell, spodbujen s strani matere, da bi se ukvarjal z nečim, kar ga veseli, preselil v Los Angeles. Uspešno je opravil avdicijo za komedijantsko skupino The Groundlings, kjer je razvijal svoje improvizacijske sposobnosti.

## Kariera

### The Groundlings
Preden se je pridružil skupini The Groundlings, so bili Ferrellovi poskusi standup komedije le malo uspešni. Začel je v naprednih razredih in vzljubil improvizacijo. Ugotovil je, da rad oponaša tudi druge ljudi, in eden od njegovih najljubših je bil Harry Caray, bejzbolski napovedovalec iz dvorane slavnih. Kmalu je začel ustvarjati izvirne like. S kolegom iz Groundlingsov Chrisom Kattanom je ustvaril Butabi Brothers (slovensko brata Butabi), ki hodita v plesne klube in poskušata zapeljevati ženske, vendar sta nenehno zavrnjena. Med študijem je Ferrell prek prijateljice Vivece Paulin dobil službo v dražbeni hiši. Delo je bilo idealno, saj je bilo dovolj fleksibilno, da je lahko hodil na avdicije in vaje, hkrati pa je bil tudi zaposlen. Dobil je manjše vloge, med drugim v televizijskih serijah Grace na udaru (Grace Under Fire) in Living Single, nizkocenovnih filmih, kot je A Bucket of Blood, in reklamah. Neko zimo je delal kot Božiček v nakupovalnem središču. Leta 1994 je dobil mesto v vrhunski profesionalni skupini The Groundlings.

### Saturday Night Live
Po padcu priljubljenosti SNL v letih 1994–1995, ko je oddaja potrebovala nove igralce za naslednjo sezono, je eden izmed njenih producentov videl nastopati skupino The Groundlings in prosil Ferrella, Kattana in Cheri Oteri, naj se udeležijo avdicije glavnega producenta SNL Lorna Michaelsa. Ferrell se je oddaji Saturday Night Live pridružil leta 1995 in jo po sedmih letih leta 2002 zapustil. Oddajo je vodil petkrat, s čimer se je vpisal v klub petkratnih voditeljev oddaje.
Med sodelovanjem v SNL je Ferrell zaslovel s svojimi imitacijami, med katerimi so bili predsednik ZDA George W. Bush, napovedovalec Chicago Cubs Harry Caray, pevec Robert Goulet (a cappella brunda skladbe Sisqója, Baha Men in The Notorious B.I.G.), pevec Neil Diamond, voditelj oddaje V Actors Studiu (Inside the Actors Studio) James Lipton (ki mu je bila Ferrellova imitacija všeč), senator Massachusettsa Ted Kennedy, generalna tožilka ZDA Janet Reno, obsojeni Unabomber Ted Kaczynski, voditelj oddaje Alex Trebek, izmišljeni zasebni detektiv John Shaft, poklicni rokoborec Jesse Ventura, podpredsednik ZDA Al Gore, iraški predsednik Sadam Husein in kubanski predsednik Fidel Castro.
Med njegovimi izvirnimi liki so bili sovoditelj oddaje Morning Latte Tom Wilkins, brat dvojček konja Mister Ed, izmišljeni član skupine Blue Öyster Cult Gene Frenkle (po fizičnem vzoru vokalista skupine Erica Blooma), učitelj glasbe Marty Culp, navijač Craig Buchanan, Dale Sturtevant iz Dissing Your Dog, Hank iz Bill Brasky Buddies, David Leary iz Dog Show, jezni in nepozorni doktor Beaman ter obiskovalec nočnih klubov Steve Butabi v skečih, ki so bili leta 1998 spremenjeni v celovečerni film Pravi faci (A Night at the Roxbury). Ferrell je leta 2001 postal najbolje plačani član zasedbe oddaje Saturday Night Live s plačo na sezono v višini 350.000 dolarjev.
Ferrell se je v Saturday Night Live kot gostujoči voditelj vrnil 14. maja 2005, 16. maja 2009, 12. maja 2012, 27. januarja 2018 in 23. novembra 2019. V prvih dveh gostovanjih je ponovil vlogo Alexa Trebeka v skečih »Celebrity Jeopardy«. Na nastopu 14. maja je Ferrell ponovno nastopil kot Robert Goulet v lažnem oglasu, v katerem je oglaševal serijo melodij zvonjenja, med izvedbo pesmi »Little Sister« glasbenih gostov Queens of the Stone Age pa je prišel na oder in zaigral na kravji zvonec.
V anketi, ki je bila leta 2014 izvedena v okviru spominskega prispevka o SNL na portalu Grantland, je bil Ferrell izbran za najboljšega igralca v oddaji Saturday Night Live vseh časov.
12. decembra 2015 se je Ferrell pojavil v uvodu oddaje v vlogi Georgea W. Busha. To vlogo je ponovil tudi leta 2018, ko se je vrnil kot voditelj.

### Filmska kariera
V času, ko je sodeloval v oddaji Saturday Night Live, je Ferrell igral v več filmih: Austin Powers (Austin Powers: International Man of Mystery), Pravi faci (A Night at the Roxbury), Super zvezda (Superstar), Osvajalec ženskih src (The Ladies Man), Dick, Kdo je ubil Mono? (Drowning Mona), Austin Powers: vohun, ki me je nategnil (Austin Powers: The Spy Who Shagged Me), Jay in tihi Bob vračata udarec (Jay and Silent Bob Strike Back) in Zoolander.
Njegova prva glavna vloga po odhodu iz Saturday Night Live je bila vloga Franka »The Tank« Richarda v filmu Modeli stare šole (Old School) (2003). Film »pripada gospodu Ferrellu,« je zapisal The New York Times, ki je opisal, kako »s svojim smešnim, zaskrbljenim zelotizmom proda vlogo.« Film Modeli stare šole je bil uspešen, Ferrell pa je prejel nominacijo za MTV Movie Awards za najboljšo komično vlogo.
Sledila je glavna vloga v filmu Škrat (Elf) (2003) in še ena nominacija za MTV Movie Awards. Ferrell je v letih 2004 in 2005 nadaljeval s komičnimi vlogami v filmih, kot so Melinda in Melinda (Melinda and Melinda), Voditelj vrača udarec (Anchorman: The Legend of Ron Burgundy) ter Starsky in Hutch (Starsky & Hutch), s čimer si je pridobil mesto med hollywoodsko druščino Frat Pack. Leta 2005 je Ferrell zaslužil 40 milijonov dolarjev. Leta 2006 je Ferrell igral v filmih Bolj čudno kot fikcija (Stranger Than Fiction) in Kralji hitrosti: Zgodba o Rickyju Bobbyju (Talladega Nights: The Ballad of Ricky Bobby). Oba filma sta bila uspešna pri kritikih in v kinematografih. Ferrellova vloga v filmu Bolj čudno kot fikcija je gledalcem predstavila dramski potencial Ferrellovega igralskega talenta, film Kralji hitrosti pa je s 47 milijoni dolarjev leta 2010 postal Ferrellov najbolj dobičkonosni igrani film. 27. decembra 2006 je revija The Magazine v svojem pregledu leta 2006 Ferrella razglasila za enega od treh igralcev leta. Leta 2013 je izšlo nadaljevanje filma Voditelja, Jebeš novice (Anchorman 2: The Legend Continues).
Leta 2008 je Ferrell igral v filmu Nora brata (Step Brothers) z Johnom C. Reillyjem. Film je režiral Ferrellov pogosti sodelavec Adam McKay, ki je bil tudi soscenarist filma. Film je po vsem svetu zaslužil 128 milijonov dolarjev.
Ferrell se je pojavil v videoposnetku pred tekmo za Rose Bowl skupaj z Matthewom McConaugheyem, alumnom teksaške univerze v Austinu. Ferrell je leta 2006 na podelitvi nagrad ESPY zapel pesem o Lanceu Armstrongu in Neilu Armstrongu. Z Johnom C. Reillyjem sta med podelitvijo nagrad ESPY leta 2008 nastopila v spotu, v katerem sta postavila zahteve za nastop na podelitvi nagrad ESPY, na primer da bi ju center Portland Trail Blazers Greg Oden ponoči uspaval in jima pripovedoval zgodbe iz starih časov ali da bi vrnili hladno vojno, da bi bile olimpijske igre spet zanimive.
Ferrell je na 79. podelitvi oskarjev sodeloval v glasbeno-komični predstavi z Johnom C. Reillyjem in Jackom Blackom, kjer so zapeli pesem o komedijah, ki so jih glasovalci zavrnili v prid dramam.
Maja 2009 je bilo objavljeno, da se Ferrell dogovarja za vlogo v celovečernem filmu Straža (The Watch), komediji o meščanu, ki se preseli v predmestje in razkrije zaroto. O režiji se je dogovarjal David Dobkin, ki je Ferrellu dodelil cameo vlogo v filmu Lovci na družice (Wedding Crashers). Avgusta 2009 se je Ferrell odločil, da v filmu ne bo nastopal.
Ferrell je igral v celovečernem filmu Dežela izgubljenih (Land of the Lost) (2009). Film je bil komercialno in kritiško neuspešen, saj je ob koncu tedna zaslužil 19 milijonov dolarjev — približno dve tretjini tega, kar je pričakoval studio. Leta 2010 je bil izvršni producent in zvezdnik filma Rezervna policista (The Other Guys), policijskega filma o prijateljih, v katerem igrajo tudi Mark Wahlberg, Eva Mendes, Michael Keaton, Steve Coogan, Ray Stevenson, Samuel L. Jackson in Dwayne Johnson. Film je bil komercialno uspešen in je zaslužil več kot 140 milijonov dolarjev, kritiki pa so ga pozitivno ocenili.
Ferrell se je leta 2011 pojavil v videospotu skupine Beastie Boys za pesem »Make Some Noise«, v katerem je v limuzini igral na kravji zvonec. Igra v filmu Očetova hiša (Casa de Mi Padre), telenoveli, ki se dogaja na ranču, z mehiškima zvezdnikoma Diegom Luno in Gaelom Garcío Bernalom. Film je posnet v obliki melodramatične telenovele in ima angleške podnapise. Leta 2012 je ob Zachu Galifianakisu igral v politični komediji Politični peskovnik (The Campaign), ki je požela povprečne kritične ocene in ob proračunu 95 milijonov dolarjev zaslužila 104 milijone dolarjev. Leta 2012 je nastopil tudi v komediji Tim and Eric's Billion Dollar Movie in v vlogi Armanda Álvareza v špansko govoreči komediji Očetova hiša (Casa de Mi Padre), ki jo je režiral njegov stalni sodelavec Matt Piedmont.
Ferrell in bobnar skupine Red Hot Chili Peppers Chad Smith, ki sta imela že dolgo zaradi podobnega videza namišljeni smešni prepir, sta se 22. maja 2014 pojavila v epizodi oddaje The Tonight Show Starring Jimmy Fallon na dobrodelni bobnarski bitki. Čeprav je bil Smith očitno boljši, je bil Ferrell razglašen za zmagovalca in nagrajen z velikanskim zlatim kravjim zvoncem. Obema so se pridružili Smithovi kolegi iz skupine Red Hot Chili Peppers, ki so zaigrali pesem »Don't Fear the Reaper«, pri čemer je Ferrell igral kravji zvonec. 10. junija 2014 sta Ferrell in Smith izzvala bobnarja skupine Metallica Larsa Ulricha, naj se s Ferrellom pomeri v bobnanju, češ da jima je Ulrich »neverjetno podoben«. Ulrich je izziv sprejel dva dni pozneje.
Leta 2015 je igral v komediji Pravi zapornik (Get Hard) in komediji Očka proti fotru (Daddy's Home), v slednji je ponovno zaigral z Markom Walhbergom, soigralcem iz filma Rezervna policista (The Other Guys). Svojo vlogo Jacobima Mugatuja je ponovil v nadaljevanju Zoolanderja, Zoolander 2 (2016).
Med njegovimi filmskimi projekti sta komična drama Zeroville (2016), posneta po istoimenskem romanu; in igranje režiserja Russa Meyerja v filmu Russ and Roger Go Beyond (2017), komični biografiji o snemanju filma Onstran doline lutk (Beyond the Valley of the Dolls), ki ga je napisal filmski kritik Roger Ebert (igral ga je Josh Gad).

### Glasovno igranje
Ferrell je kot glasovni igralec sodeloval v več animiranih televizijskih programih in filmih, med drugim je upodobil Boba Oblonga, očeta brez rok in nog iz 50. let dvajsetega stoletja, v kratki animirani televizijski seriji The Oblongs. Večkrat je gostoval v seriji Družinski človek (Family Guy), kjer je igral Črnega viteza v »Mr. Saturday Knight« ter Debelega Grka in Milesa »Chatterboxa« Musketa v 15 minut sramu (Fifteen Minutes of Shame). Ferrell je igral tudi vlogo Teda (znan tudi kot Moški v rumenem klobuku) v filmu Radovedni George (Curious George) in gostoval v eni od epizod FOX-ove komedije King of the Hill kot politično korekten nogometni trener. V filmu Megaum (Megamind), ki ga je leta 2010 posnel DreamWorks Animation, je posodil glas naslovnemu liku, v filmu LEGO film (The Lego Movie), ki je izšel leta 2014, pa predsedniku Bizniku (president Bussines). Slednjo vlogo je ponovil v filmu LEGO film 2 (The Lego Movie 2: The Second Part), ki je izšel leta 2019.

### Odrska kariera
Ferrell je na Broadwayu debitiral z vlogo odhajajočega ameriškega predsednika Georgea W. Busha v predstavi z naslovom You're Welcome America. A Final Night with George W. Bush. Predstava se je začela predvajati 20. januarja 2009, na zadnji dan Bushevega mandata, v gledališču Cort, uradno pa je bila odprta 1. februarja. Omejena predstava je bila na sporedu do 15. marca 2009.

### Bejzbol
6. maja 2010 je bil Ferrell na tekmi bejzbolske lige Minor League Baseball na igrišču Dell Diamond v Round Rocku v Teksasu med meti predstavljen kot venezuelski metalec ekipe Round Rock Express z imenom »Billy Ray 'RoJo' Johnson«. Ferrell, ki je nosil umetne brke in na igrišče prinesel vrečko pločevink piva, je vrgel en met, nato pa je bil po uprizorjenem pretepu in pregonu z nasprotnim odbijalcem izključen iz igrišča. Oboževalcem se je razkril, ko so mu med lovom odpadli brki. Videoposnetek skeča je postal viralen. Nastop sta pripravila Ferrell in Express, ki sta poslala sporočilo za javnost z napovedjo Johnsonovega »podpisa« za promocijo The Will Powered Golf Classic naslednji dan v bližnjem klubu Cimarron Hills Country Club, ki je bil namenjen organizaciji Cancer for College, ki zagotavlja štipendije preživelim bolnikom z rakom.
Ferrell je 12. marca 2015 odigral pet tekem spomladanskega treninga Major League Baseball za deset različnih ekip Cactus League kot promocijo dobrodelne posebne oddaje Funny or Die. Igral je za moštva Arizona Diamondbacks, Los Angeles Angels, Los Angeles Dodgers, San Diego Padres, Cincinnati Reds, Oakland Athletics, Seattle Mariners, Chicago Cubs, Chicago White Sox in San Francisco Giants ter igral na vseh desetih položajih, vključno z nadometsnim metalcem. Po podatkih Baseball-Reference se je Ferrell soočil z enim odbijalcem in ga izključil, pri tem pa je v imenu Dodgersov odigral tekmo s povprečjem 0,00 dovoljenih tekov. Spominke iz njegove enodnevne profesionalne bejzbolske kariere so prodali in izkupiček namenili dvema dobrodelnima organizacijama za boj proti raku. Ferrell je tekmo končal z 0–2 in dvema udarcema, vendar mu je uspelo odbiti hitri met Jeana Machija iz ekipe Giants s hitrostjo 92 km/h.

### Nogomet
V začetku leta 2016 je Ferrell postal solastnik kluba Los Angeles FC, ki tekmuje v ligi MLS.

## Ustvarjanje in produciranje

### Funny or Die
Aprila 2007 sta Ferrell in Adam McKay odprla spletno stran za pretakanje »Funny or Die« (Smešno ali umri), na katero so naloženi kratki komični filmi, o katerih nato glasujejo uporabniki. V enem od kratkih filmov, The Landlord (Najemodajalka), je Ferrell v vlogi moškega, ki ga zaradi plačevanja najemnine nadleguje njegova najemodajalka, preklinjajoča dvoletna deklica, ljubiteljica piva, ki jo igra McKayeva lastna hči Pearl. Otroški psihologi so kritizirali Ferrella in družino McKay zaradi izkoriščanja otrok, na kar je McKay odgovoril: »Na srečo je zdaj v tej odlični fazi, ko ponovi vse, kar ji rečeš, in takoj pozabi, kar je ključno. Odkar smo posneli film, še ni izrekla besede na 'B'.« Sledil je videospot z naslovom »Good Cop, Baby Cop« (Dobri policist, otroški policist), v katerem je prav tako nastopila mala Pearl; na koncu videospota je bilo zapisano, da je to njen zadnji nastop, in zaželeli so ji srečno »otroško upokojitev«.
Septembra 2008 je objavil še en videoposnetek z naslovom »Will Ferrell Answers Internet Questions« (Will Ferrell odgovarja na internetna vprašanja), v katerem odgovarja na nekatera pereča vprašanja in komentarje svojih oboževalcev.
Še en Ferrellov nastop na spletni strani »Funny or Die« je v videoposnetku z naslovom »Green Team« (Zelena ekipa), v katerem nastopata tudi McKay in John C. Reilly. Prikazuje militantne ekološke aktiviste, ki terorizirajo ekipo na snemanju.

### Minljiva slava (Eastbound & Down)
Ferrell je skupaj z Adamom McKayem produciral HBO-jevo oddajo Minljiva slava (Eastbound & Down) z Dannyjem McBrideom v glavni vlogi. Imel je tudi stalno vlogo trgovca z avtomobili Ashleyja Schaefferja.

### The Chris Gethard Show
Ferrell je bil eden od izvršnih producentov oddaje The Chris Gethard Show, ki se je med letoma 2015 in 2016 predvajala na Fusion, med letoma 2017 in 2018 pa na truTV.

## Osebno življenje
Avgusta 2000 se je Ferrell poročil s švedsko igralko Viveco Paulin, ki jo je spoznal leta 1995 na igralskem tečaju. Živita v New Yorku in okrožju Orange v Kaliforniji ter imata tri sinove: Magnusa Paulina Ferrella (rojen 7. marca 2004), Mattiasa Paulina Ferrella (rojen 30. decembra 2006) in Axela Paulina Ferrella (rojen 23. januarja 2010).
Na univerzi USC je bil Ferrell član bratovščine Delta Tau Delta, zdaj pa je aktiven alumni. Ferrell je med sezono sodeloval z nekdanjim glavnim trenerjem Petom Carrollom, ki je za igralce izvajal motivacijske podvige. Ferrell se je udeležil maratonov, med drugim maratonov v Bostonu, New Yorku in Stockholmu. Poleg tega zbira denar za dobrodelne namene, med drugim za kampanjo Scholarships for Cancer Survivors (Štipendije za preživele raka) prek platforme za zbiranje sredstev z mikrodonacijami.
Leta 2007 je revija Autograph Ferrella razglasila za najslabšega podpisovalca avtografov med slavnimi osebnostmi. Njen urednik je izjavil: »To, da je Will Ferrell najslabši podpisovalec avtogramov v zadnjem letu, je tako neprijetno, ker je bil včasih tako prijazen do oboževalcev in zbirateljev ter odličen podpisovalec. Njegova slaba lastnost je, da zbada ljudi, ki ga prosijo za avtogram.« Ferrell se je odzval: »Ne vem, kako sem se znašel na seznamu. Podpisujem veliko avtogramov.« Priznal pa je, da zbada iskalce avtogramov: »To počnem. Resnično. Rečem stvari kot so 'Kako močno si želiš ta avtogram?', 'Si prepričan?', 'Praviš, da si moj največji oboževalec. Res? Dokaži.' Takšne stvari bom počel. Zaslužiti si ga morajo.«
Ferrell je opozoril, da se je kljub temu, da je bil znan po svoji upodobitvi predsednika Georgea W. Busha v oddaji SNL, iz poklicnih in političnih razlogov večkrat odločil, da se ne bo srečal s predsednikom, za razliko od njegove predhodnice Dane Carvey, ki je bila znana po njenem odnosu z Georgeem H. W. Bushem: »Odklonil sem, deloma iz komičnih razlogov, ker ko sem bil v oddaji Saturday Night Live, se ni imelo smisla resnično srečati z ljudmi, ki jih igraš, ker sem se bal, da bi name vplivali. Po drugi strani pa si s političnega vidika ne želim srečati tega človeka.« Ferrell se je pojavil tudi v eni od epizod oddaje Neverjetno preživetje (Man vs. Wild), kjer je z voditeljem oddaje Bearom Gryllsom potoval po švedskih tundrah. V epizodi je Ferrell naletel na različne edinstvene situacije, med drugim je pojedel oko severnega jelena.
Avgusta 2012 je Ferrell med promocijo filma Politični peskovnik (The Campaign) v Avstraliji gostoval v informativno-komični oddaji The Project na kanalu Channel 10. Prek video povezave se je pogovarjal z avstralsko predsednico vlade Julio Gillard, s katero sta se šaljivo pogovarjala o friziranju. Ferrell je na predsedniških volitvah leta 2012 podprl Baracka Obamo, ki ga je (skupaj z ženo Michelle) spoznal leta 2011. Februarja 2013 je Ferrell podprl Erica Garcettija za župana Los Angelesa.
7. januarja 2016 je bilo objavljeno, da bo Ferrell poleg Magic Johnsona in Mie Hamm postal eden izmed številnih slavnih solastnik ekipe Los Angeles FC, ekipe Major League Soccer, ki naj bi začela igrati leta 2018.
12. maja 2017 je Ferrell prejel častni doktorat Univerze Južne Kalifornije.
13. aprila 2018 je bil Ferrell v Kaliforniji udeležen v hudem trčenju dveh avtomobilov, v katerih se je peljal v SUV-ju, ki se je prevrnil. Ferrell je bil eden od treh potnikov v avtomobilu. Ferrella so videli, kako se je med natovarjanjem v reševalno vozilo pogovarjal po mobilnem telefonu. Ferrell in še en potnik v nesreči nista bila poškodovana, dva potnika pa sta bila poškodovana. Kmalu zatem so ga odpustili iz bolnišnice, saj naj bi bil »dobro«.

## Filmografija
- Saturday Night Live (1995–2002)
- Austin Powers: International Man of Mystery (1997)
- Pravi faci (1998)
- Supezvezda (1999)
- Austin Powers: vohun, ki me je nategnil (1999)
- Zoolander (2001)
- Modeli stare šole (2003)
- Škrat (2003)
- Voditelj vrača udarec (2004)
- Producenta (2005)
- V objemu čarovnice (2005)
- Za vsako ceno (2005)
- Bolj čudno kot fikcija (2006)
- Kralji hitrosti: Zgodba o Rickyju Bobbyju (2006)
- Curious George (2006)
- Drkajva skupaj (2007)
- Polprofesionalec (2008)
- Nora brata (2008)
- Dežela izgubljenih (2009)
- Everything Must Go (2010)
- Rezervna policista (2010)
- Megaum (2010)
- Politični peskovnik (2012)
- Jebeš novice (2013)
- LEGO film (2014)
- Pravi zapornik (2015)
- Očka proti fotru (2015)
- Zoolander 2 (2016)
- Očka proti fotru 2 (2017)
- Holmes & Watson (2018)
- LEGO film 2 (2019)
- Eurovision Song Contest: The Story of Fire Saga (2020)

## Nagrade in priznanja
V svoji karieri je Ferrell prejel številne nominacije za nagrade, vključno s šestnajstimi nominacijami za nagrado emmy Primetime, za katero je prejel tri nagrade, eno za serijo Nasledstvo (2020) in dve za Live in Front of a Studio Audience (2019, 2020). Ferrell je prejel dve nominaciji za zlati globus za komediji v filmih Producenta (2005) in Bolj čudno kot fikcija (2006). Prejel je tudi nominacijo za nagrado tony za najboljši posebni gledališki dogodek za predstavo You're Welcome America. A Final Night with George W Bush (2009).
Ferrell je prejel tudi različna priznanja, med drugim nagrado Jamesa Joycea, ki jo je leta 2008 podelilo Literarnozgodovinsko društvo University College Dublin kot priznanje za »vrhunske dosežke na svojem področju«. Leta 2011 je prejel nagrado Marka Twaina za ameriški humor. Ferrell je nagrado prejel na slovesnosti v Centru za uprizoritvene umetnosti Johna F. Kennedyja, kjer so ga počastili kolegi komiki in sodelavci Conan O'Brien, John C. Reilly, Ben Stiller, Jack Black, Paul Rudd, Adam McKay, Tim Meadows, Matthew Broderick, and Ed Asner. Leta 2015 je Ferrell prejel zvezdo na hollywoodski aleji slavnih za svoje delo v kinematografih.